# Thrixspermum quinquelobum
Thrixspermum quinquelobum är en orkidéart som beskrevs av Oakes Ames. Thrixspermum quinquelobum ingår i släktet Thrixspermum och familjen orkidéer. Inga underarter finns listade i Catalogue of Life.